# The Jamestown Foundation
The Jamestown Foundation er en amerikansk tænketank baseret i Washington hvis formål er at "informere og uddanne" beslutningstagere om de hændelser og tendenser, som den ser som værende af "strategisk" vigtighed for USA. På hjemmesiden er at læse at de mener at "Jamestown materialet gives uden politisk bias, filter eller agenda".
Tænketanken blev grundlagt i 1984 efter at grundlæggeren, den nu afdøde William Geimer, havde arbejdet med at afhøre af Arkady Shevchenko – koldkrigens højtplacerede sovjetiske afhopper.
Jamestown Foundation får dens informationer gennem officielle kanaler og efterretningskontakter.
Tænketankens for tiden primære fokus er på Eurasien og Islam.

## Bestyrelse
Tænketanken har en bestyrelse på 17 personer som inkluderer: Formand Robert Spring og viceformand Willem de Vogel. De resterende medlemmer er Arthur Waldron, Michael Vickers, David R. Stilwell, Robert Spalding, Scott Robins, John P. Oswald, Louise V. Oliver, Michael E. Kavoukjian, Bruce Hoffman, Patrick W. Gross, James G. Gidwitz, Carol Rollie Flynn, Michael R. Tømrer, Matthew Bryza, Linda H. Bond og Philip M. Breedlove.